# 欧拉四平方和恒等式
欧拉四平方和恒等式说明，如果两个数都能表示为四个平方数的和，则这两个数的积也能表示为四个平方数的和。等式为：
{\displaystyle (a_{1}^{2}+a_{2}^{2}+a_{3}^{2}+a_{4}^{2})(b_{1}^{2}+b_{2}^{2}+b_{3}^{2}+b_{4}^{2})=\,}
{\displaystyle (a_{1}b_{1}-a_{2}b_{2}-a_{3}b_{3}-a_{4}b_{4})^{2}+\,}
{\displaystyle (a_{1}b_{2}+a_{2}b_{1}+a_{3}b_{4}-a_{4}b_{3})^{2}+\,}
{\displaystyle (a_{1}b_{3}-a_{2}b_{4}+a_{3}b_{1}+a_{4}b_{2})^{2}+\,}
{\displaystyle (a_{1}b_{4}+a_{2}b_{3}-a_{3}b_{2}+a_{4}b_{1})^{2}\,}
欧拉在1748年5月4日寄给哥德巴赫的一封信中提到了这个恒等式。它可以用基本的代数来证明，在任何交换环中都成立。如果as和bs是实数，有一个更加简洁的证明：这个等式表达了两个四元数的积的绝对值就是它们绝对值的积的事实，就像婆罗摩笈多-斐波那契恒等式与复数的关系一样。
拉格朗日用这个恒等式来证明四平方和定理。